# Tibellus demangei
Tibellus demangei es una especie de araña cangrejo del género Tibellus, familia Philodromidae. Fue descrita científicamente por Jézéquel en 1964.

## Distribución
Esta especie se encuentra en Costa de Marfil y Sudáfrica.